# Qark Durrës

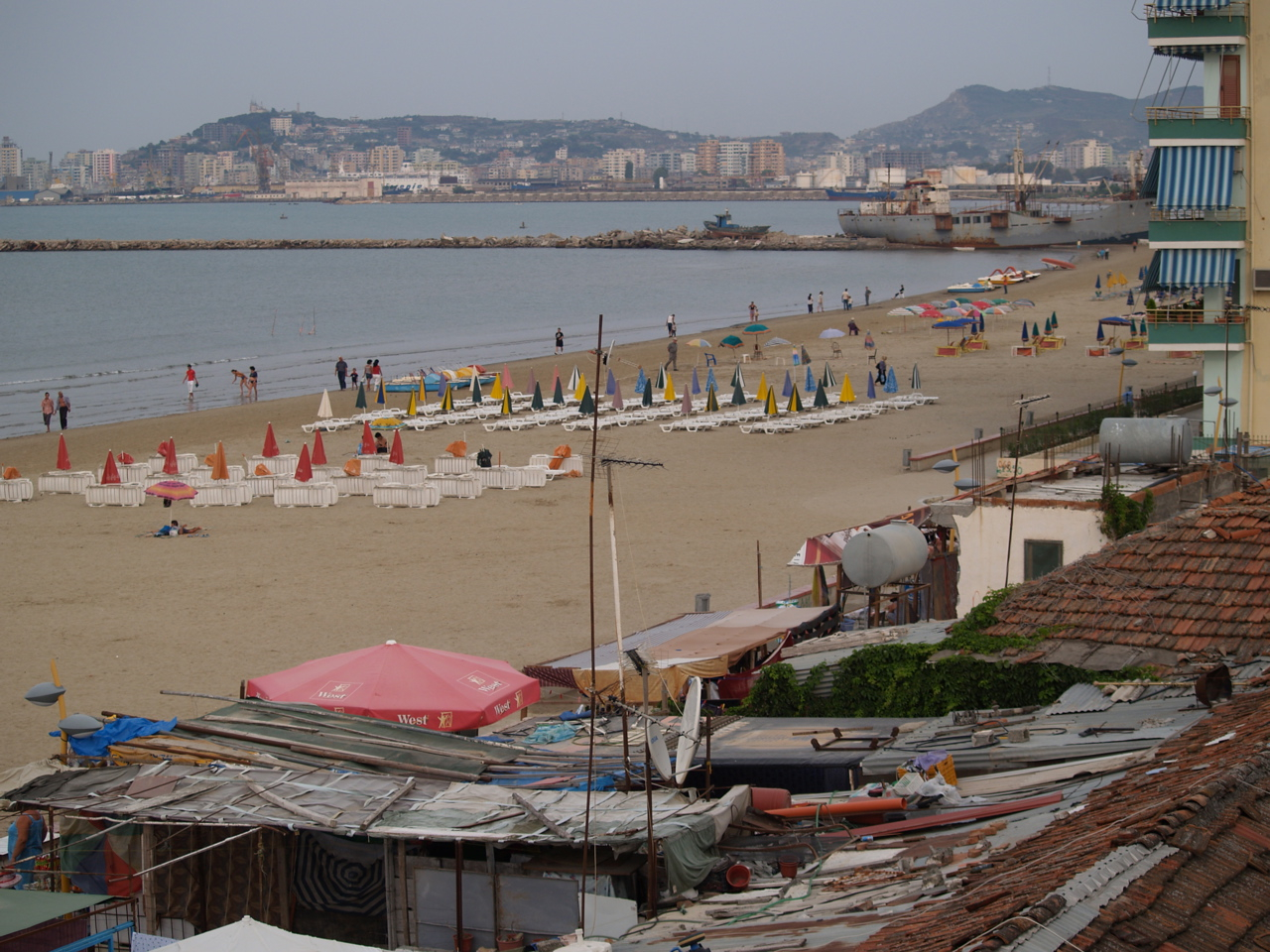
Durrës ist die bevölkerungsmäßig zweitgrößte Stadt und die wichtigste Hafenstadt Albaniens. Ebenso ist sie der am meisten frequentierte Badeort im Land.

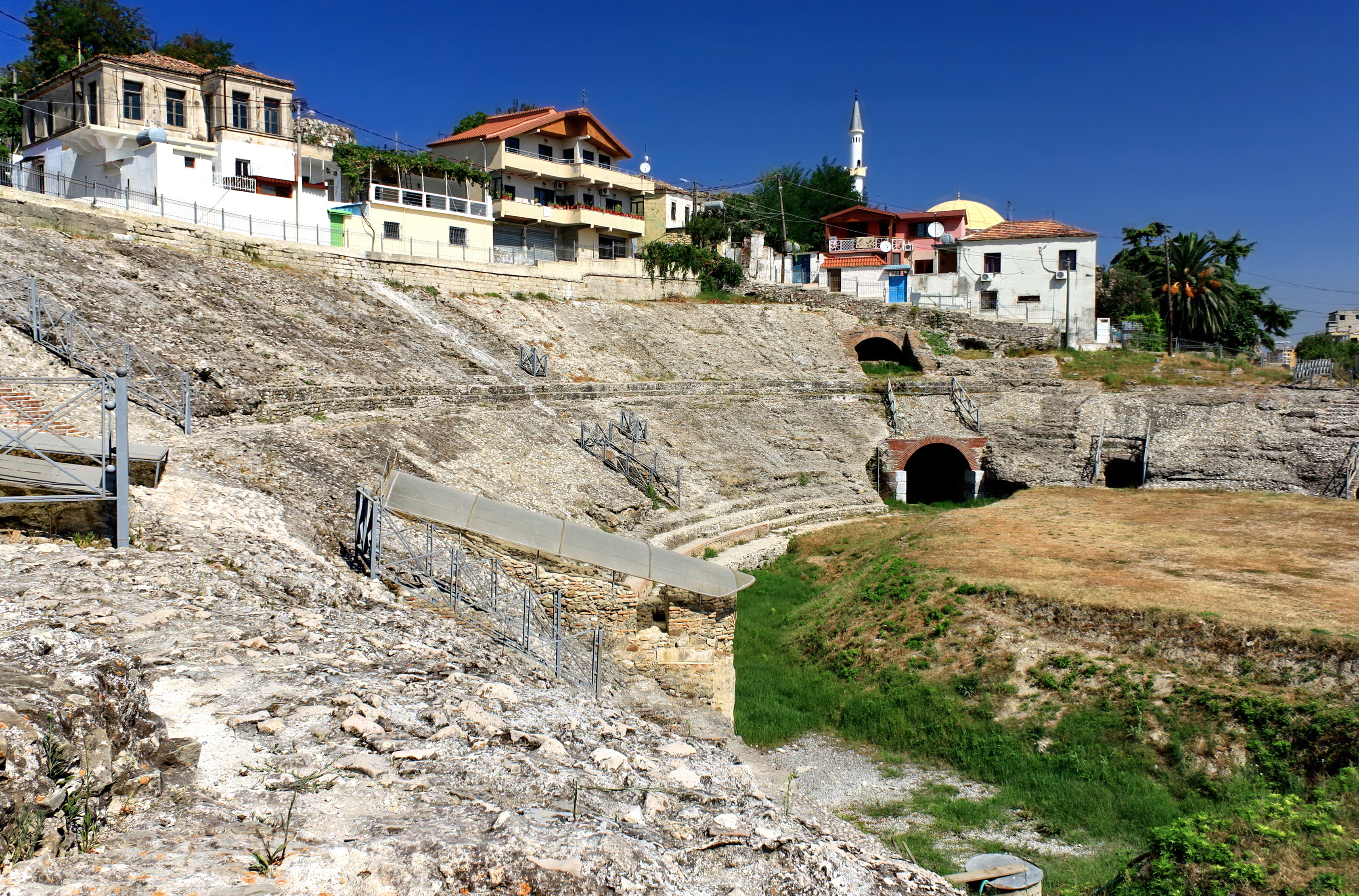
Überreste des römischen Amphitheaters in Durrës, im Hintergrund die Große Moschee von Durrës

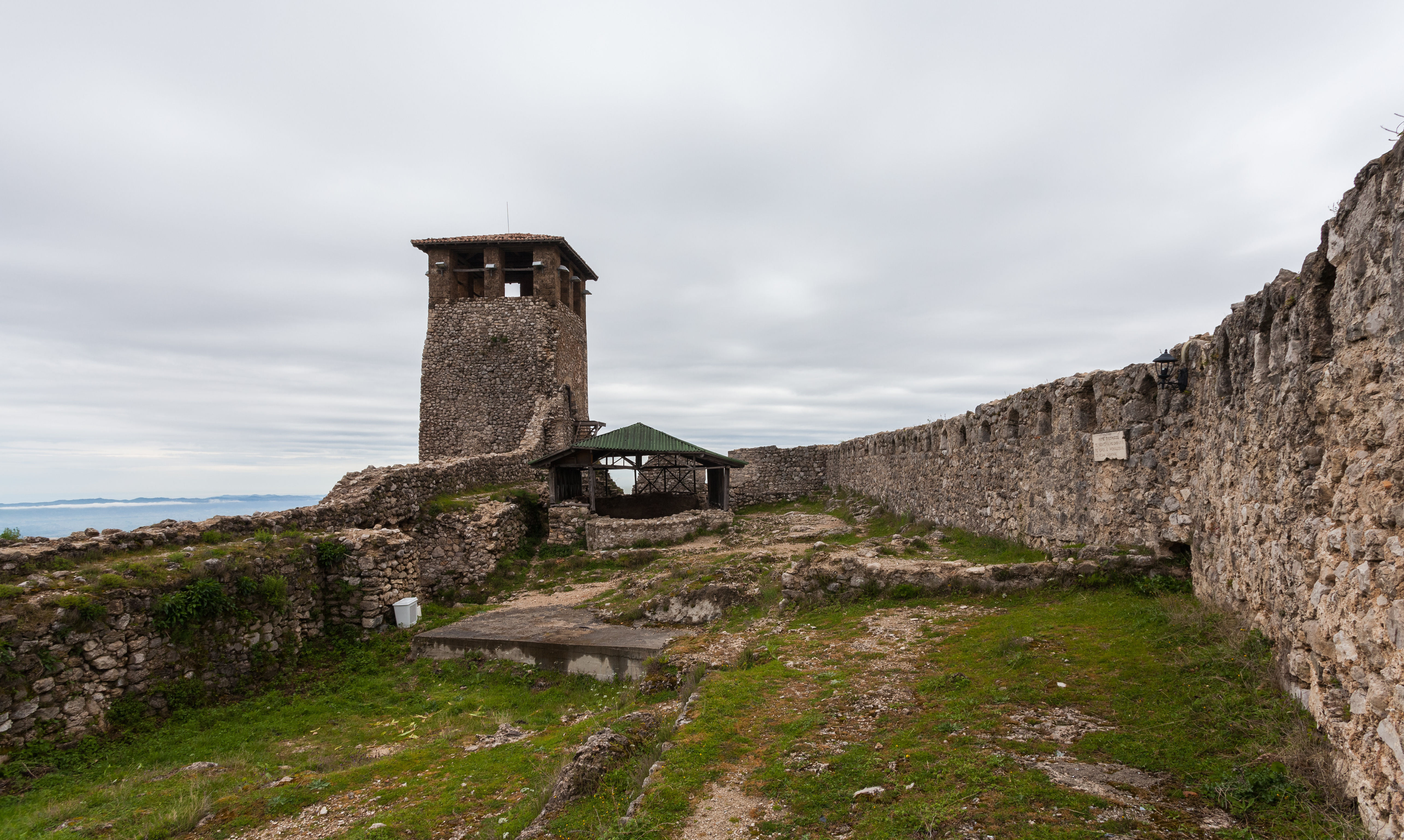
Die Festung von Kruja war eine der letzten Bastionen des von Skanderbeg angeführten albanischen Widerstands gegen die osmanischen Eroberer im 15. Jahrhundert.

Der Qark Durrës (albanisch Qarku i Durrësit) ist einer der zwölf Qarks in Albanien. Er liegt in Mittelalbanien (gemäß NUTS:AL in Nordalbanien) und hat eine Fläche von 766 km². Gemäß Volkszählung 2023 hat er 226.863 Einwohner.  Die Hauptstadt ist Durrës.

## Geographie
Der Qark Durrës umfasst ein Gebiet in Mittelalbanien rund um die Städte Durrës und Kruja. Im Westen bildet das Adriatische Meer über 61,8 Kilometer die natürliche Grenze. Östlich der Küstenebene bei Kruja erheben sich die Berge des Skanderbeggebirges. Zwischen den beiden Zentren des Qarks erstreckt sich ein kleiner Hügelzug, der sich auf bis zu 300 Metern erhebt und die Einzugsgebiete von den Flüssen Ishëm (Osten) und Erzen (Westen) trennt. Die Hügeln enden im Norden am Kap Rodon. Sämtlicher Verkehr zwischen den beiden Regionen führt über Vora im Qark Tirana, wo ein fast ebener Durchgang in der Hügelkette besteht.
Der Qark ist heute in die drei Gemeinden Durrës, Kruja und Shijak gegliedert. Früher gliederte sich das Gebiet in die beiden Kreise Durrës und Kruja.
Nördlich des Qarks liegt der Qark Lezha, im Osten der Qark Dibra und im Süden der Qark Tirana.

## Bevölkerung
Die Bevölkerungszahl des Qarks beträgt 226.863 Einwohner. Dieser Wert ist identisch mit der Einwohnerzahl im Jahr 2001. In den zehn Jahren danach hat der Qark zuerst 16 % Einwohner gewonnen (Volkszählung 2011: 262.785 Einwohner), nur um diese danach wieder zu verlieren.
Durrës verzeichnet 100.000 Einwohner und ist nach Tirana Albaniens zweitgrößte Stadt. Der östlich von Durrës gelegene Vorort Rrashbull gehört mit 20.000 Einwohnern zu den 15 größten Städten Albaniens.
Die religiöse Mehrheit bilden die sunnitischen Moslems (67,46 %). Die Bektaschi (1,6 %), Albanisch-Orthodoxe (3,3 %), Römisch-katholische (7,35 %) und Atheisten (1,1 %) haben mehr oder weniger die gleichen Anhängerzahl.

## Wirtschaft und Verkehr
Der Qark zählt zur Wirtschaftsregion Tirana–Durrës, dem wirtschaftlichen Zentrum des Landes, in dem auch der wichtigste Hafen des Landes (Hafen Durrës) und der einzige internationale Flughafen (im Grenzgebiet Tirana–Kruja) zu finden sind. Im ganzen Ballungsraum leben mehr als ein Drittel der Bevölkerung Albaniens.

## Politik und Verwaltung
Der Qark-Rat (alb. Këshilli i Qarkut) mit Sitz in der Hafenstadt Durrës hat 19 Mitglieder.
Der Qark stellt für die 2009 und 2013 beginnenden Legislaturperioden des albanischen Parlaments 13 Abgeordnete von insgesamt 140.
| Gemeinde | Njësitë administrative (alte Gemeinden)              | Kreis  | Einwohner | Einwohner |
| Gemeinde | Njësitë administrative (alte Gemeinden)              | Kreis  | 2023      | 2011      |
| -------- | ---------------------------------------------------- | ------ | --------- | --------- |
| Durrës   | Durrës, Ishëm, Katundi i ri, Manza, Rrashbull, Sukth | Durrës | 153.614   | 175.110   |
| Kruja    | Bubq, Cudh, Fushë-Kruja, Kodër Thumana, Kruja, Nikël | Kruja  | 51.191    | 059.814   |
| Shijak   | Gjepalaj, Maminas, Shijak, Xhafzotaj                 | Durrës | 22.058    | 027.861   |

| Kreis  | Hauptstadt | Fläche  | Einwohner (Instat, 2001) | Einwohner (Volkszählung 2011) | Anzahl Gemeinden |
| ------ | ---------- | ------- | ------------------------ | ----------------------------- | ---------------- |
| Durrës | Durrës     | 433 km² | 182.988                  | 202.971                       | 10               |
| Kruja  | Kruja      | 333 km² | 64.357                   | 59.814                        | 6                |